# زوتبانسيرغ

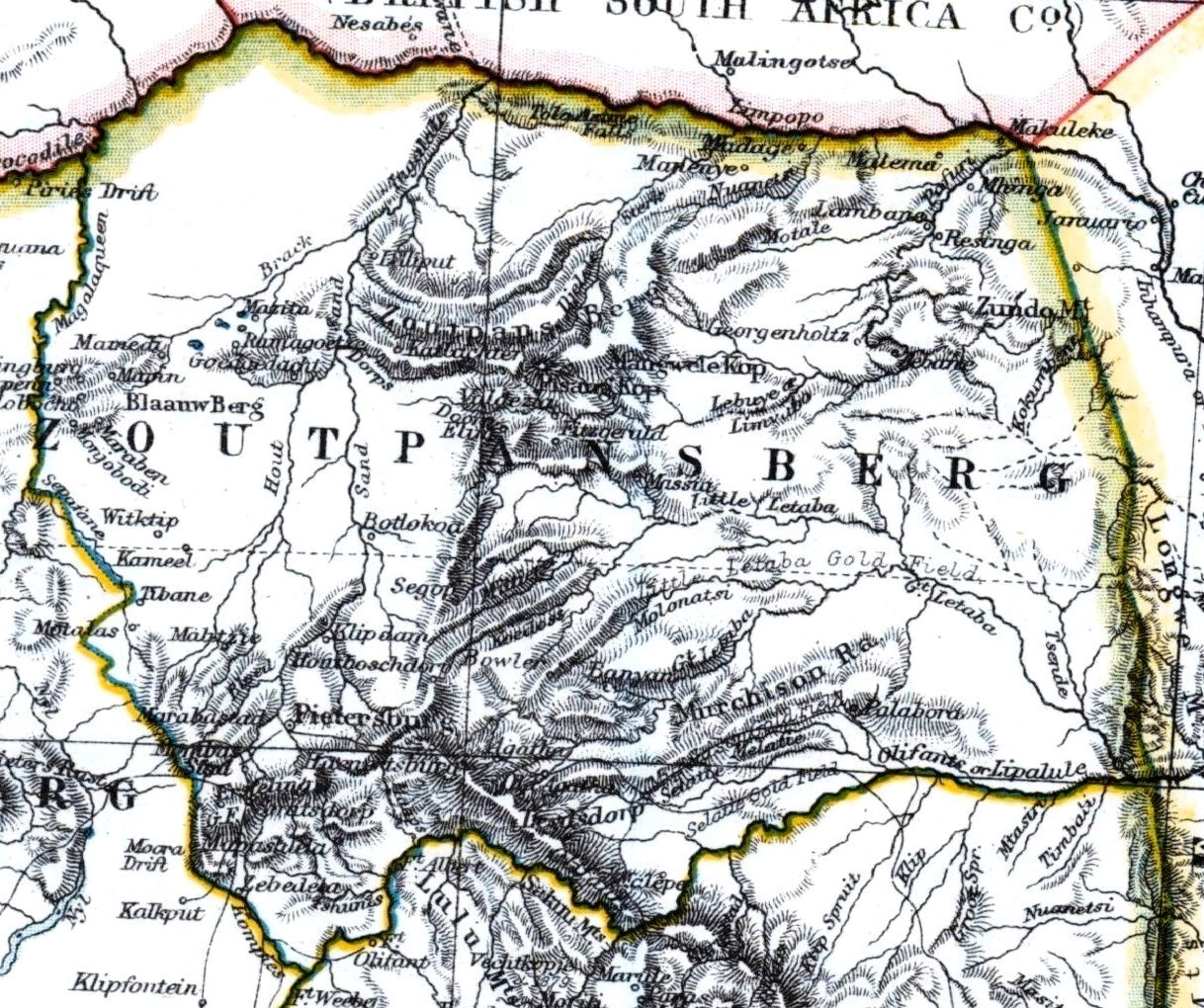
زوتبانسيرغ على الخريطة عام 1897

كانت زوتبانسيرغ الجزء الشمالي الشرقي من ترانسفال، جنوب إفريقيا، وتشمل مساحة 25654 ميلاً مربعاً. كانت المدن الأولى في ذلك الوقت هي بيترسبيرغ وليدسدورب. تم تجزئتها إلى منطقتين (غرب وشرق) قبل أول انتخابات عامة لإتحاد جنوب إفريقيا في سنة 1910. ومنذ سنة 2005 تم تجزئة المنطقة إلى برج الجدي، فيهمبي وموباني حي البلديات من ليمبوبو المحافظة.

## ڤورتيكرز
كانت هذه هي المدينة التي سافر إليها لويس تريغاردت وهانس فان رينسبورغ، رواد الرحلة الكبرى، في سنة 1835. في عام 1845، انتقل هندريك بوتجيتر، وهو زعيم بارز من فورتيكرز، إلى هناك. شكل البوير زوتبانسيرغ مجتمعًا شبه مستقل، وفي سنة 1857 وقف ستيفانوس شومان، قائدهم العام، ضد مارثينوس بريتورس وبول كروجر
عندما قاموا بغزو ولاية اورانج الحرة.

## جمهورية جنوب افريقيا
لم يتم دمج زوتبانسيرغ نهائيًا في جمهورية جنوب إفريقيا حتى سنة 1864 نتيجة للحرب الأهلية في ترانسفال.  كان المستوطنون البيض في زوتبانسيرغ لأعوام عديدة معروفين بالتعدي على القانون واعتبروا لاحقا نموذجيًا لـ «البوير الخلفيين».

## السكان الأصليين
اشتملت زوتبانسيرغ على عدد أكبر من السكان الأصليين من أي منطقة أخرى من ترانسفال.  قُدِّر العدد بـ 201539 سنة 1903. 

## المعادن

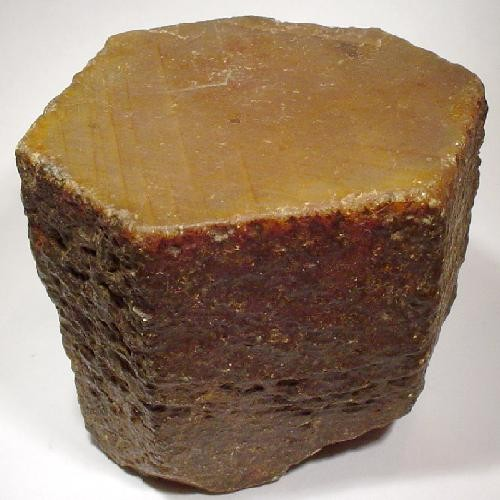
كريستال اكسيد الألمونيوم كبير، حاد، سداسي، ذو نهايات مزدوجة، بني صدئ (5.2 × 4.5 × 4.1 سم) من المتحدة جاك ماين، زوتبانسيرغ

قد أظهرت تريقاردت واصدقائه الذهب عمل من قبل المواطنين، وكان في هذه المنطقة في 1867-1870، وفي المنطقة القريبة ليندنبرغ، وقد عملت أن مناجم الذهب لأول مرة من قبل الأوروبيين جنوب ليمبوبو. وهي مدينة مرتفعة التمعدن. بجانب الذهب والنحاس الموجود قريبا من انهار ليموبوا (حيث يوجد منجم ميسينا) يُستخرج هنا أيضًا.